# Longbanshyuttanita
La longbanshyuttanita es un nuevo mineral natural, descubierto en 2011, en la península de Värmland, al oeste de Suecia.
El mineral fue descubierto por un grupo de investigadores, y la universidad sueca.
El mineral y su nombre han sido aprobados por la Asociación Mineralógica Internacional, que le asignó el código IMA2010-071. La Longbanshyuttanita posee una composición de Pb2Mn2Mg(AsO4)2(OH)4 6H2O.
El nombre se debe al nombre antiguo del lugar en el que fue encontrado.